# Malate
Malate is een district in de Filipijnse hoofdstad Manilla. Het district ligt aan de zuidzijde van de stad en wordt begrensd door Ermita in het noorden, Paco in het noordoosten, San Andres in het oosten, de stad Pasay in het zuiden en de Baai van Manilla in het westen. Belangrijke verbindingen tussen Malate en de omliggende districten zijn Roxas Boulevard, Quirino Avenue en Taft Avenue. Bij de laatste census in 2010 telde het district 77.513 inwoners.
In het westen van Malate op de hoek van Mabini Street en Remedios Street ligt Malate Church. Deze kerk in barokke stijl stamt oorspronkelijk uit de 16e eeuw en is diverse malen opnieuw opgebouwd. Langs de Baai van Manilla bevindt zich de Manila Yacht Club en het hoofdkwartier van de Filipijnse marine. In het zuidelijk deel van Malate ligt het Rizal Memorial Sports Complex en Manila Zoo. In het district zijn enkele bekende onderwijsinstellingen gevestigd, waaronder De La Salle University, Philippine Women's University en St. Scholastica's College. Het enige ziekenhuis in Malate is Ospital ng Maynila Medical Center, op de hoek van Roxas Boulevard en Quirino Avenue.